# Siegfried Gutenbrunner
Siegfried Gutenbrunner (* 26. Mai 1906 in Wien; † 23. November 1984 in Freiburg im Breisgau) war ein österreichisch-deutscher germanistischer und skandinavistischer Mediävist.

## Leben
Gutenbrunner studierte ab dem Wintersemester 1925/26 an der Universität Wien ältere Germanistik,´und Skandinavistik mit inbegriffen die Germanische Altertumskunde, wo er 1931 bei Rudolf Much promoviert wurde mit der Arbeit „Müllenhoffs Altertumskunde im Lichte der heutigen Wissenschaft. Die Germanen und Kelten. Stammeskunde.“ Die Habilitation erfolgt in Wien bei Muchs Nachfolger Walter Steinhauser 1936 (mit der Arbeit „Die germanischen Götternamen der antiken Inschriften“). Hiernach folgte eine Anstellung als Privatdozent und ab 1939 als Dozent.
Ab 1941 vertrat er zunächst eine Professur an der Reichsuniversität Straßburg, die 1943 in eine außerordentliche Professur umgewandelt wurde. Diese Berufung erfolgte mutmaßlich durch den Einfluss von Otto Höfler in Verbindung mit dem Reichsführer der SS Heinrich Himmler und der Forschungsgemeinschaft Deutsches Ahnenerbe und deren Absichten mit der als NS-Elite-Universität mit Vorbildcharakter geplanten Hochschule. Höfler, der den Ruf auf den neugeschaffenen Lehrstuhl für Germanistik und Skandinavistik und Germanische Altertumskunde ablehnte und in München blieb, stellte jedoch Gutenbrunner eigene Assistenten wie Waltraud Hunke zur Seite und organisierte die Literatur für die Institutsbibliothek, um den Lehrbetrieb zu ermöglichen und zu initiieren.
Gutenbrunner engagierte sich seit 1933/34 im in Österreich illegalen Nationalsozialistischen Studentenbund und seit 1938 im Nationalsozialistischen Lehrerbund. Er beantragte am 23. Mai 1938 die Aufnahme in die NSDAP und wurde rückwirkend zum 1. Mai desselben Jahres aufgenommen (Mitgliedsnummer 6.236.322).
Gutenbrunner gehörte zu den sogenannten „heimatvertriebenen“ Germanistikprofessoren, die an einer der nationalsozialistischen Reichsuniversitäten in den annektierten oder besetzten Gebieten gelehrt hatten und ihre akademische Zulassung wegen der damit verbundenen politischen Anbindung an das NS-Regime nach Ende des Zweiten Weltkrieges für längere Zeit verloren. 1946 bekam er eine Stelle als Lektor für Dänisch und vertrat in der Folge ab 1947 den unbesetzten Lehrstuhl für Germanische Altertumskunde und Nordische Philologie an der Universität Kiel. Im Jahr 1951 wechselte er als Dozent für Germanische Philologie an die Universität Freiburg und wurde 1955 wieder als planmäßiger außerordentlicher Professor zugelassen und 1959 zum Ordinarius für „Älteste Germanische Philologie, insbesondere Nordische Philologie“ ernannt. In Freiburg begründete er 1963 ein Seminar für Skandinavistik, das er prägte und ausrichtete und dort selbst Vorlesungen in neuerer (dänischer) Literatur abhielt. 1975 wurde er emeritiert.

## Veröffentlichungen (Auswahl)
- Die germanischen Götternamen der antiken Inschriften (= Rheinische Beiträge und Hülfsbücher zur germanischen Philologie und Volkskunde. Band 24, ZDB-ID 539421-1). Max Niemeyer, Halle (Saale) 1936.
- Germanische Frühzeit in den Berichten der Antike (= Handbücherei der Deutschkunde. Neue Folge, Band 3, ZDB-ID 1002305-7). Max Niemeyer, Halle (Saale) 1939.
- Schleswig-Holsteins älteste Literatur von der Kimbernzeit bis zur Gudrundichtung. Mühlau, Kiel 1949.
- Historische Laut- und Formenlehre des Altisländischen. Zugleich eine Einführung in das Urnordische. Universitätsverlag Winter, Heidelberg 1951.
- Von Hildebrand und Hadubrand. Lied – Sage – Mythos. Mit einem Anhang über „Anwendung graphischer Konstruktion auf die Literaturgeschichte“. Universitätsverlag Winter, Heidelberg 1976, ISBN 3-533-02362-1.

Festschrift
- Oskar Bandle (Hrsg.): Festschrift für Siegfried Gutenbrunner  zum 65. Geburtstag am 26. Mai 1971 überreicht von seinen Freunden und Kollegen. Winter, Heidelberg 1972, ISBN 3-533-02170-X.